# Vicente de Cadenas y Vicent

Escudo de Vicente Francisco de Cadenas

Vicente Francisco de Cadenas y Vicent (29 de abril de 1915 - 21 de diciembre de 2005) fue un genealogista y último cronista rey de armas español.

## Biografía
Era hijo de Francisco de Cadenas y Gaztañaga y de su esposa Vicenta Vicent y Nogués. A partir de 1932 fue alumno de Historia y Periodismo de la Facultad de Letras de la Universidad de Madrid. Trabajó al mismo tiempo como cronista rey de armas y como periodista, y fue condecorado con varias órdenes de importancia, españolas y extranjeras.

### Actividad como genealogista
Por el decreto de 13 de abril de 1951 pudo regular de forma oficial, tras el Referéndum sobre la Ley de Sucesión en la Jefatura del Estado de 6 de julio de 1947, el nombramiento que le hizo el pretendiente carloctavista Carlos Pío de Austria-Toscana.
Tal vez su logro más importante fue la fundación de la Asociación de Hidalgos a Fuero de España, creada en 1954 para obtener reconocimiento de la nobleza sin título (nobleza llana). En 1953 fundó la revista Hidalguía, con el objetivo particular de impugnar genealogías falsas, títulos falsos y pseudo-órdenes de caballería; y el Instituto Internacional de Genealogía y Heráldica. Al año siguiente fundó el Instituto Salazar y Castro, y en los años posteriores, el Colegio Mayor Marqués de la Ensenada, la Casa Solar Santo Duque de Gandía, y la Casaquinta Vita Natural Durante, cada uno de los cuales depende de la Asociación de Hidalgos.
También logró organizar dos Congresos Internacionales de Genealogía y Heráldica en Madrid (1955 y 1982), y en la antigua Comisión Internacional para Órdenes de Caballería, convirtiéndose en miembro de este órgano en 2003. Asimismo, llegó a publicar un gran número de libros y artículos de temas históricos principalmente, aunque también de heráldica, genealogía, órdenes de caballería y Ciencias de la Documentación. En 1959 fundó la primera Escuela de Genealogía en el mundo.
En 1993 colaboró en la fundación del Istituto Araldico Genealogico Italiano, persuadiendo a los miembros sobrevivientes del Istituto Italiano di Genealogia ed Araldica a que ingresaran a la nueva organización y se convirtieran en miembros fundadores.
Fue durante muchos años miembro de la Diputación de la Sagrada Orden Militar Constantiniana de San Jorge, de la que fue secretario y bailíos gran-cruz de justicia.
Entre los títulos que recibió se encuentran el de caballero de la Orden de San Jenaro de las Dos Sicilias, y el de caballero de gran-cruz de la Real Orden de Isabel la Católica de España.

## Obras
- —— (1974). El saco de Roma de 1527 por el ejercito de Carlos V. Madrid: Hidalguía.
- —— (1975). Actas del último consejo nacional de Falange Española de las J.O.N.S. (Salamanca, 18-19-IV-1937) y algunas noticias referentes a la Jefatura Nacional de Prensa y Propaganda. Madrid.
- —— (1975). Fundamentos de heráldica (ciencia del blasón). Madrid: Hidalguía.
- —— (1976). Caballeros de la Orden de Calatrava que efectuaron sus pruebas de ingreso durante el siglo XIX. Madrid: Hidalguía.
- —— (1976). Manual de Vexilología. Nociones y términos propios de la ciencia de las banderas. Madrid: Hidalguía.
- —— (1977). El protectorado de Carlos V en Génova la "condotta" de Andrea Doria. Madrid: Instituto Salazar y Castro.
- —— (1977). Caballeros de la Orden de Santiago: siglo XVIII. Madrid: Hidalguía.
- —— (1978). La herencia imperial de Carlos V en Italia el Milanesado. Madrid: Instituto Salazar y Castro.
- —— (1879). Extracto de los expedientes de la Orden de Carlos 3.⁰: 1771-1847. Madrid: Hidalguía.
- —— (1982). El saco de Prato, la primera reposición de los Médicis en Florencia y la presencia de España en el Milanesado. Madrid: Instituto Salazar y Castro.
- —— (1985). Doble coronación de Carlos V en Bolonia, 22-24/II/1530 . Madrid: Instituto Salazar y Castro.
- —— (1985). Hacienda de Carlos V al fallecer en Yuste. Madrid: Hidalguía.
- —— (1985). La República de Siena y su anexión a la corona de España. Madrid: Hidalguía.
- —— (1988). Carlos I de Castilla, señor de las Indias. Madrid: Hidalguía.
- —— (1990). El Concilio de Trento en la época del Emperador Carlos V. Madrid: Hidalguía.
- —— (1991). Caballeros de la Orden de Alcántara que efectuaron sus pruebas de ingreso durante el siglo XVIII. Madrid: Hidalguía.
- —— (1992). Diario del emperador Carlos V : itinerarios, permanencias, despacho, sucesos y efemérides relevantes de su vida. Madrid: Hidalguía.
- —— (1993). Heráldica, genealogía y nobleza en los editoriales de "Hidalguía". Madrid: Hidalguía
- —— (1999). Caminos y derroteros que recorrió el emperador Carlos V: noticias fundamentales para su historia. Madrid: Hidalguía.
- —— (2001). Carlos V: miscelánea de artículos publicados en la revista "Hidalguía". Madrid: Hidalguía.

## Reconocimientos
- Gran Cruz de la Orden del Mérito Civil.[7] ( Reino de España)
- Caballero de Gran Cruz de la Real Orden de Isabel la Católica.[8] ( Reino de España)
- Caballero de la Insigne Orden de San Jenaro. ( Casa Real de las Dos Sicilias)
- Caballero Bailío Gran Cruz de Justicia de la Sagrada Orden Militar Constantiniana de San Jorge. ( Casa Real de las Dos Sicilias)
- Comendador de la Real Orden de Nuestra Señora de la Concepción de Villaviciosa. ( Casa Real Portuguesa)